# Nachtzug D 106
Nachtzug D 106 ist ein Fernsehthriller des Zweiten Deutschen Fernsehens (ZDF) aus dem Jahr 1964.

## Handlung
Im Jahr 1964 verkehrt zwischen West-Berlin und Westdeutschland ein Transitzug durch das Gebiet der Deutschen Demokratischen Republik (DDR), wo er außerplanmäßig an einer Baustelle halten muss. Diese Gelegenheit macht sich ein junger Mann aus der DDR zunutze und springt unerkannt auf den Zug auf. Er hat keine Papiere bei sich und will in den Westen flüchten, dabei ist er auf die Unterstützung der westlichen Passagiere angewiesen, die er verzweifelt um Hilfe bittet. Die Entscheidung, dem Flüchtling zu helfen und sich damit der Beihilfe zur Republikflucht schuldig zu machen oder ihn den Behörden auszuliefern, stellt jeden einzelnen der Zugpassagiere vor eine unausweichliche Situation und zwingt sie zu einer persönlichen Entscheidung, die stark von ihrem Charakter geprägt ist. Die restliche Fahrzeit des Zuges beträgt nur etwa eine Stunde, bis die innerdeutsche Grenze erreicht und der Zug kontrolliert wird. Darüber hinaus wird der Zug von einem Transportpolizisten bewacht, der regelmäßig durch die Waggons Streife geht. Zwischen den Reisenden entwickelt sich eine lebhafte Diskussion und während einige Reisende dem Mann ihre Hilfe anbieten, lehnen andere diese strikt ab, um sich nicht selbst in Schwierigkeiten zu bringen. Die Zeit für eine Entscheidung läuft ab und man entschließt sich endlich zu einem Plan, in den auch der Zugkellner eingeweiht wird. So soll der Flüchtling bei der Grenzkontrolle die Ausweispapiere und die Fahrkarte eines ihm ähnlich sehenden Mitreisenden vorzeigen. Der wiederum wechselt das Abteil und ein Mitreisender bringt ihm anschließend die Papiere. Doch der Transportpolizist bemerkt per Zufall den heruntergefallenen Ausweis und der Plan wird verworfen. Nachdem die Passagiere kurz vor Ende der Fahrt wieder zu diskutieren beginnen, entschließt sich der Flüchtling in seiner immer größer werdenden Verzweiflung zu einer folgenschweren Tat und springt vom fahrenden Zug ab.

## Produktionsnotizen
Das Fernsehspiel von Herbert Reinecker ist in der Art eines Kammerspiels inszeniert und basiert auf seinem Theaterstück Nachtzug. Die Ausstrahlung erfolgte am 17. Juni 1964 im Rahmen eines Schwerpunkts zum Tag der deutschen Einheit im ZDF. Der DVD-Start erfolgte am 10. Januar 2011.